# 2039
2039 (MMXXXIX) kommer att bli ett normalår som börjar en lördag i den gregorianska kalendern.

## Framtida händelser

### Juni
- 21 juni – Ringformad solförmörkelse kan ses över norra halvklotet.

### November
- 7 november – Merkuriuspassage.

### Okänt datum
- Enligt United States Census Bureau beräknas antalet invånare i USA att nå 400 miljoner.[1]